# Innamorato (Renato dei Profeti)
Innamorato è un album in studio del cantautore italiano Renato dei Profeti, pubblicato nel 1970  dall'etichetta discografica RCA Italiana.

## Descrizione
L'album è una compilation di cover di vari brani musicali, provenienti da nazioni anglofone, tradotti in italiano, con l'eccezione del brano Lady Barbara. 

## Tracce
Lato A
1. Gli occhi verdi dell'amore (Angel Of The Morning) - Juice Newton - Daniele Pace
2. Il mio fiore nero (Girlie) - Franco Migliacci, Roy Phillips
3. Ho difeso il mio amore (Nights in White Satin)  D. Pace - Justin Hayward
4. Solo (Mr. Lonely) - Bobby Vinton, Alan Walker, Mogol
5. La tua voce - D. Pace, Savio
6. Gocce di pioggia (Raindrops Keep Fallin' on My Head) – Bacharach - Hal David, Minellono

Lato B
1. La mia vita con te (Reputation) - Claudio Daiano, Edoardo Camurri . J. Dickenson
2. Esaurimento (The Windmills of Your Mind) , Herbert Pagani, Michel Legrand
3. Il ponte (Bridge over Troubled Water) - Colombini, Paul Simon
4. Un giorno come un altro (First of May) - Luciano Giacotto, Barry Gibb, Robin Gibb e Maurice Gibb
5. Lady Barbara - Totò Savio, Giancarlo Bigazzi